# 倫博夫卡河
倫博夫卡河（羅馬化：Lumbovka）是俄羅斯的河流，位於科拉半島東北部，由摩爾曼斯克州負責管轄，河道全長85公里，由兩條河流匯流而成，最終注入白海的倫博夫卡灣。
67°43′44″N 39°13′20″E / 67.72889°N 39.22222°E